# Holthuisana vanheurni
Holthuisana vanheurni is een krabbensoort uit de familie van de Gecarcinucidae. De wetenschappelijke naam van de soort is voor het eerst geldig gepubliceerd in 1927 door Roux.